# Société industrielle du Nord de la France
La Société industrielle du Nord de la France,, est une société savante lilloise créée en 1873 à l'initiative de  Frédéric Kuhlmann et de la Chambre de commerce de Lille pour soutenir le développement industriel du Nord de la France par la recherche technique et scientifique. Elle a été déclarée d'utilité publique par décret du 12 août 1874.

## Histoire
Au XIXe siècle et au début du XXe siècle, les membres de la Société comptent parmi leurs rangs des industriels, des professeurs à l'Institut industriel du Nord de la France, à la faculté des sciences de Lille et à l'Institut chimique de Lille et à l'Institut d'électrotechnique de Lille, tels Charles Viollette, Alphonse Buisine, Gustave Flourens, Frédéric Kuhlmann, Joseph Boussinesq, Jules Gosselet, René Paillot, Paul Pascal, Albert Petot, René Swyngedauw, Joseph Kampé de Fériet. Participent des membres de la chambre de commerce de Lille ainsi que de nombreuses personnalités scientifiques ou industrielles, membres permanents ou invités, comme Léonard Danel, Barrois, Albert Calmette, Charles Chamberland, Benjamin Corenwinder, Gaston Du Bousquet, Henri Fayol, Jules Janssen, Léon Say, Jules Simon, Albert Thomas.
À son origine, la Société industrielle du Nord de la France patronne:
- l'Institut industriel du Nord de la France (École centrale de Lille)[6]
- l'Association des propriétaires d'appareils à vapeur du Nord[7],[8].

Le fonds documentaire de la Société industrielle du Nord de la France est archivé par l'Institut de Recherches Historiques du Septentrion (IRHiS).

## Actions
Parmi ses actions de promotion des sciences et des technologies, notons :
- Conférences et publications de recherches techniques[9],[10]
- Prix annuels[11],[12],[13],[14].
  - Les trophées de l’industrie
  - Le concours Dessins et Créations